# Liriope (genre)
Pour les articles homonymes, voir Liriope.
Genre
Classification phylogénétique
Liriope est un genre de plantes monocotylédones originaires principalement d'Asie de l'Est et du nord des Philippines, de la famille des Liliacées ou des Asparagacées selon la classification.
Nom chinois : 山麦冬属

## Position taxinomique
Ce genre a été placé originellement dans la famille des Liliacées.
João de Loureiro lui a donné le nom de la nymphe Liriope.
En classification phylogénétique, elle a été placée dans la famille des Convallariacées.
En classification AGP II, cette famille a été supprimée et le genre a été placé dans la famille des Ruscacées.
Enfin en classification AGP III, la famille des Ruscacées est à son tour supprimée et c'est dans la famille des Asparagacées, sous-famille des Nolinoideae, que le genre Liriope est finalement placé.
Un homonyme de 1821, Liriope Herb., était placé dans la famille des Amaryllidacées.
Ce genre est très proche du genre Ophiopogon Ker Gawl., proximité occasionnant de nombreuses synonymies.

## Description
Il s'agit de plantes herbacées vivaces, rhizomateuses ou cespiteuses, presque sans tiges.
L'inflorescence est un épi, à nombreuses fleurs.
Les fleurs, au calice à six sépales colorés, apétales, portent six étamines ; l'ovaire est supère, à trois locules donnant naissance à une graine unique.
Les fruits sont globulaires.

## Liste des espèces
La liste des espèces a été constituée à partir des index IPNI (The internation plant names index) et Tropicos (index du jardin botanique du Missouri) à la date d'Août 2011, puis modifiée à l'aide de l'index The plant list en octobre 2012. Les plantes conservées dans le genre sont mises en caractères gras :
- Liriope angustissima Ohwi (1934) : voir Liriope graminifolia (L.) Baker
- Liriope brachyphylla Merr. (1907) : voir Aletris foliolosa Stapf
- Liriope cernua (Koidz.) Masam. (1934) : voir Liriope minor (Maxim.) Makino
  - Liriope cernua var. albiflora Murai (1935) : voir Liriope minor fo. albiflora (Murai) Okuyama
- Liriope crassiuscula Ohwi (1943) : voir Liriope graminifolia (L.) Baker
- Liriope exiliflora (L.H. Bailey) H.H.Hume (1961) : voir Liriope muscari fo. exiliflora (L.H.Bailey) H.Hara
- Liriope gigantea H.H.Hume (1961)[3] ; voir Liriope muscari (Decne.) L.H.Bailey
- Liriope gracilis (Kunth) Nakai (1920) : voir Ophiopogon japonicus (Thunb.) Ker Gawl.
- Liriope graminifolia (L.) Baker (1875)
  - Liriope graminifolia var. albiflora Makino (1926)
  - Liriope graminifolia var. densifolia Maxim. ex Baker (1879)
  - Liriope graminifolia var. koreana (Palib.) Nakai (1911) : voir Liriope spicata fo. koreana (Palib.) H.Hara
  - Liriope graminifolia var. latifolia Makino (1933)
  - Liriope graminifolia var. minor (Maxim.) Baker (1879) : voir Liriope minor (Maxim.) Makino
  - Liriope graminifolia var. praealba Makino (1928)
  - Liriope graminifolia var. variegata (L.H. Bailey) Makino (1940) ; voir Liriope muscari fo. variegata (L.H.Bailey) H.Hara
- Liriope kansuensis (Batalin) C.H. Wright (1903)
- Liriope koreana (Palib.) Nakai (1915) : voir Liriope spicata fo. koreana (Palib.) H.Hara
- Liriope longipedicellata F.T.Wang & T.Tang (1978)
- Liriope minor (Maxim.) Makino (1893)
  - Liriope minor fo. albiflora (Murai) Okuyama (1955)
  - Liriope minor var. angustissima (Ohwi) S.S. Ying (2000) : voir Liriope graminifolia (L.) Baker
- Liriope muscari (Decne.) L.H.Bailey (1929)
  - Liriope muscari fo. albiflora (Makino) Nemoto (1936)
  - Liriope muscari var. communis (Maxim.) Nakai (1934)
  - Liriope muscari var. communis (Maxim.) P.S. Hsu & L.C.Li (1981) : voir Liriope muscari var. communis (Maxim.) Nakai
  - Liriope muscari fo. exiliflora (L.H. Bailey) H.Hara (1984)
  - Liriope muscari var. exiliflora L.H.Bailey (1929) : voir Liriope muscari fo. exiliflora(L.H.Bailey) H.Hara
  - Liriope muscari fo. latifolia (Makino) H.Hara (1984) : voir Liriope graminifolia var. latifolia Makino
  - Liriope muscari fo. praealba (Makino) Nemoto (1936)
  - Liriope muscari fo. variegata (L.H.Bailey) H.Hara (1984)
  - Liriope muscari var. variegata L.H.Bailey (1929) : voir Liriope muscari fo. variegata (L.H.Bailey) H.Hara
- Liriope platyphylla F.T. Wang & T.Tang (1951) : voir Liriope muscari (Decne.) L.H.Bailey
  - Liriope platyphylla var. albiflora (Makino) Honda (1957) : voir Liriope muscari (Decne.) L.H.Bailey
  - Liriope platyphylla fo. variegata (L.H.Bailey) Ishii & Hosaka (1956) : voir Liriope muscari fo. variegata (L.H.Bailey) H.Hara
- Liriope ringens Herb. (1821) : voir Ismene ringens (Ruiz & Pav.) Gereau & Meerow
- Liriope spicata (Thunb.) Lour. (1790)
  - Liriope spicata var. densiflora (Maxim. ex Baker) C.H.Wright (1903) : voir Liriope graminifolia var. densifolia Maxim. ex Baker
  - Liriope spicata var. densifolia (Maxim. ex Baker) C.H.Wright (1903) : voir Liriope graminifolia var. densifolia Maxim. ex Baker
  - Liriope spicata var. humilis F.Z.Li (1986)
  - Liriope spicata fo. koreana (Palib.) H.Hara (1984)
  - Liriope spicata var. latifolia Franch. (1884) : voir Liriope muscari (Decne.) L.H.Bailey
  - Liriope spicata var. minor (Maxim.) C.H.Wright (1903) : voir Liriope minor (Maxim.) Makino
  - Liriope spicata var. prolifera Y.T.Ma (1985)
- Liriope tawadae Ohwi (1936) : voir Liriope spicata (Thunb.) Lour.
- Liriope yingdeensis R.H.Miao (1982) : voir Liriope muscari (Decne.) L.H.Bailey

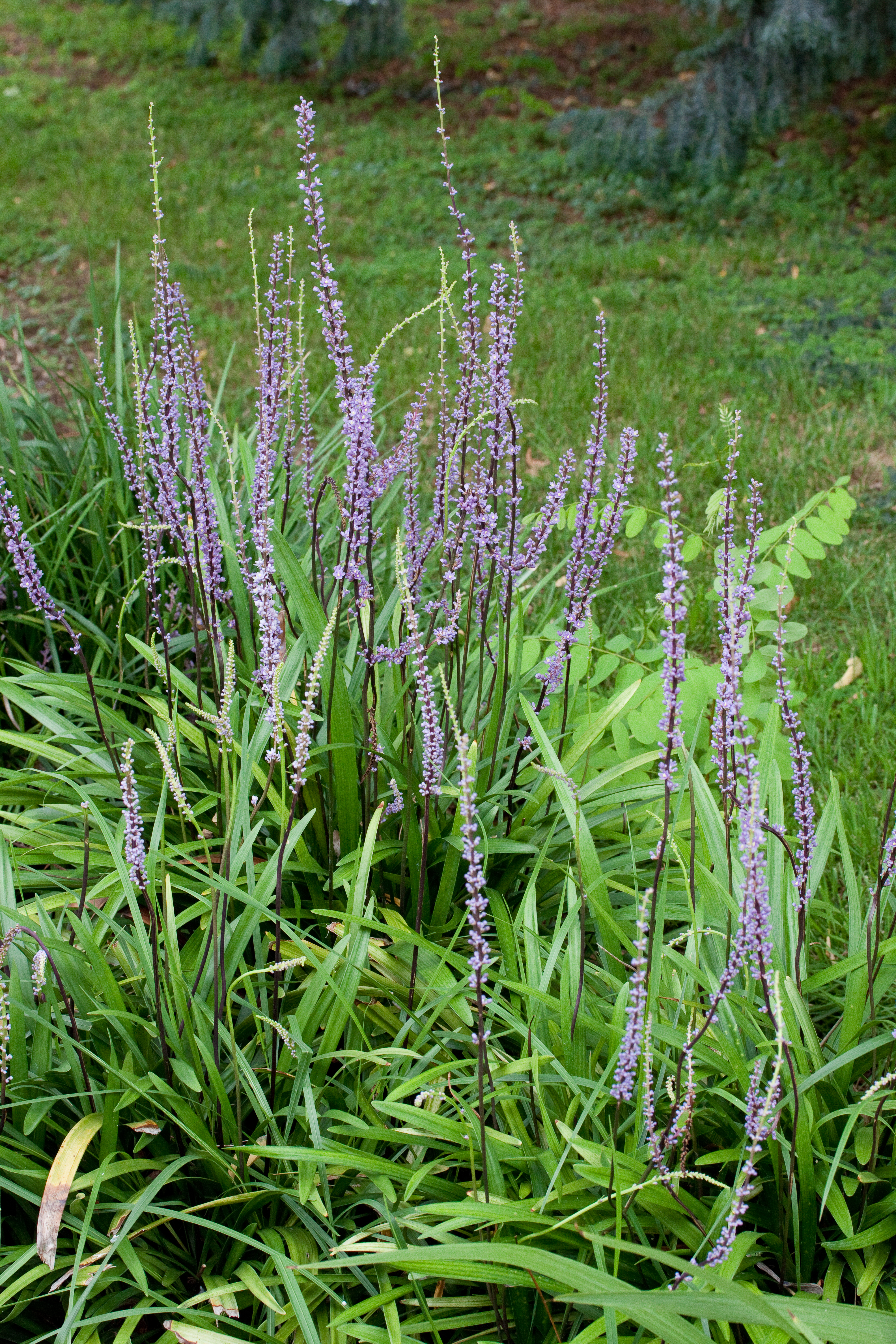
Liriope muscari